# فن تركي

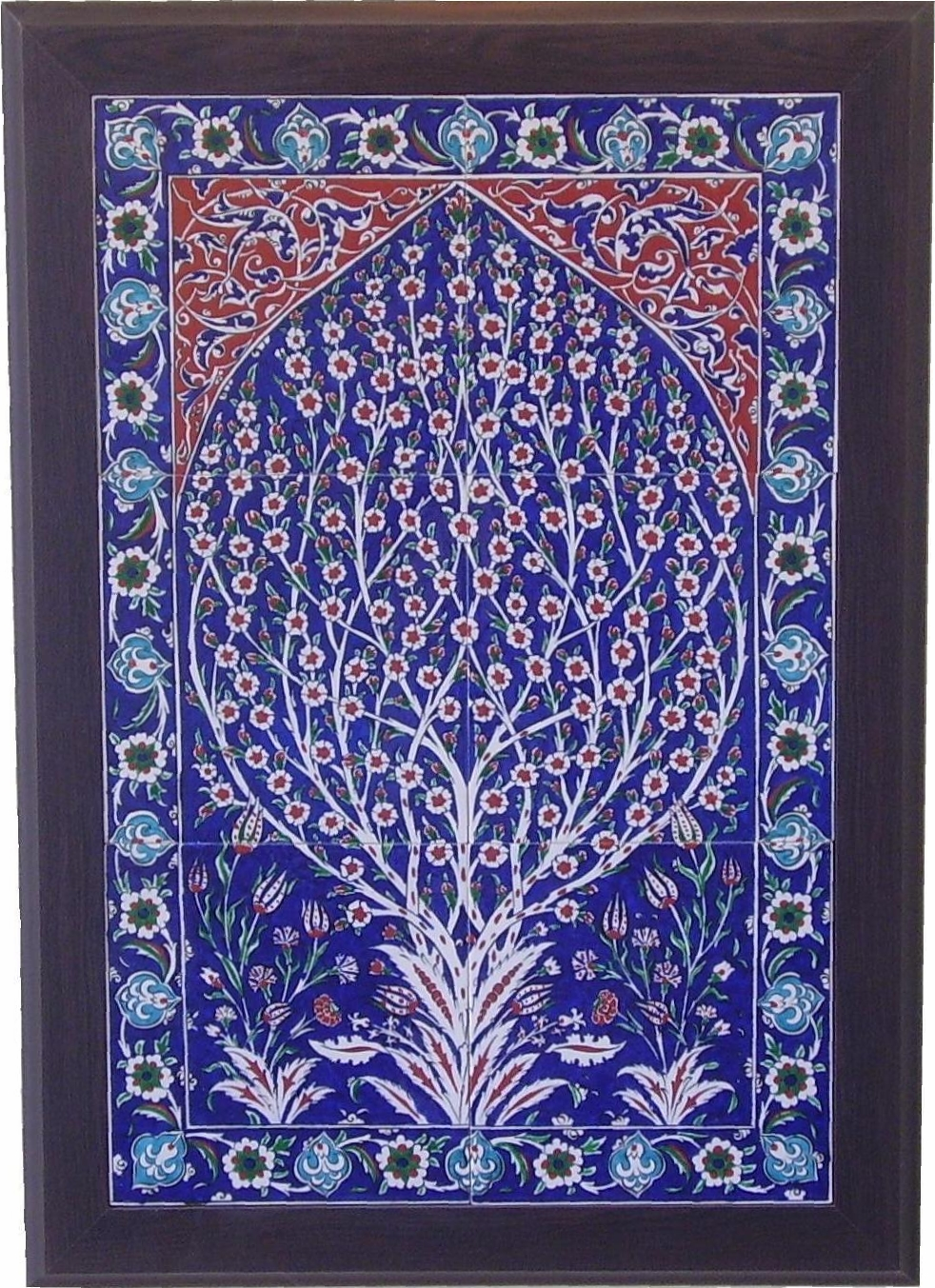
البلاط التركي الأزرق

يشير الفن التركي إلى كل أعمال الفنون البصرية التي ظهرت من المنطقة الجغرافية التي تركيا عليها الآن ومنذ وصول الأتراك في العصور الوسطى. وأيضاً، كانت تركيا موطن للفن الكبير الذي أنتجته الثقافات السابقة بما فيها الحيثيون واليونانيين القدماء والبيزنطيين. وكذلك الفن العثماني هو العنصر المهيمن في الفن التركي قبل قرن العشرين، وعلى الرغم من ذلك فقد ساهم السلاجقة وغيرهم من الأتراك السابقين بذلك أيضاً. وعموماً يعتبر القرن السادس والسابع عشر أفضل فترة للفن في الإمبراطورية العثمانية حيث يرتبط جزء كبير منها بالمحكمة الإمبراطورية الضخمة. وتحديداً في عهد سليمان القانوني من عام 1520 - 1566 حدث مزيج من النجاح السياسي والعسكري مع التشجيع القوي للفنون ونادر ما يحصل ذلك في السلالة الحاكمة.
والناكشان (أكاديمية عثمانية للرسم) - من ورش العمل المعروفة الآن في القصر، ومن الواضح أنها كانت مهمة ومنتجة ولكن بالرغم من وجود قدر كبير من الوثائق الباقية، لا يزال هناك العديد منها ولكن غير واضح كيفية عملها. وقد عملوا على عدة وسائل مختلفة، حيث لا تشمل الفخار أو المنسوجات، وعلى ما يبدو أن الحرفيين أو الفنانين كانوا عبارة عن مزيج من العبيد، وخاصة الفرس الذين أُسروا في الحرب (على الأقل في الفترات الأولى)، والأتراك المتدربين، والأخصائيون الأجانب. وليس بالضرورة أن تكون موجودة فعلياً في القصر وقد تكون قادرة على القيام بعمل العملاء الآخرين بما فيهم السلطان. وتم نقل العديد من التخصصات من الأب إلى الابن.

## وسائل الإعلام الفنية
طورت العمارة العثمانية الأنماط الإسلامية التقليدية مع بعض التأثيرات الفنية من أوروبا إلى نمط متطور للغاية يتميز بزخرفات داخلية ذات بلاطات ملونة حيث تُرى في القصور والمساجد والضريح (حيث يسمى الضريح باللغة التركية “Türbe”). وعُرضت أشكال أخرى من التطورات للفن الإسلامي في السابق خاصةً في بلاد فارس حيث أنها متميزة بالطابع التركي. وكما هو الحال في بلاد فارس، فإن المحكمة العثمانية جمعت الخزف الصيني بكثره حيث كان له تأثير كبير خصوصاً على الزخرفة. وتغطي المنمنمات والإضاءة العثمانية العناصر التصويرية وغير التصويرية من زخرفة المخطوطات التي تميل إلى أنواع متميزة حيث أنها تكون موحدة في نفس المخطوطة والصفحة.
في القرن السادس عشر وأوائل القرن السابع عشر، قدم العهد العثماني الشكل التركي للخط الإسلامي. وحصل هذا الشكل الفني على شعبيه كبيرة في عهد سليمان القانوني (1520-66). وكما في الزخرفية كانت التواصلية، حيث تميز الديواني بتعقيد الخط داخل الرسالة والتقارب الوثيق من الحروف داخل الكلمة. فالحلية الشريفة هي ورقة مضيئة بخط إسلامي لوصف للنبي محمد صلى الله عليه وسلم. والطغراء هو توقيع أو علامة رسمية منمقة بشكل متقن للسلطان مثل الحلية الشريفة التي تقوم ببعض وظائف الصور في أوروبا المسيحية. كما أيضاً تم تزيين أغلفة الكتب بشكل متقن.
وكانت وسائل الإعلام الأخرى المهمة في عمل الفنون التطبيقية أو الزخرفية بدلاً من العمل التصويري. وقد تم إنتاج الفخار وخاصة فخار إزنيك، والمجوهرات، ومنحوتات الحجر الصلب، والسجاد التركي، والمنسوجات والأقمشة الحريرية المطرزة إلى مستويات عالية للغاية، وتم تصدير السجاد بشكل خاص وعلى نطاق واسع. ويتراوح الفن التركي الآخر إلى من الأعمال المعدنية، والأعمال الخشبية المنحوتة والأثاث ذو الحشوات المتقنة إلى فن الإيبرو التقليدي أو ورق ماربلين.

## فترات لاحقة
في القرن الثامن والتاسع عشر، أصبح الفن والعمارة التركية شديدة التأثر بالأنماط الأوروبية المعاصرة، مما يؤدي إلى الإفراط وصعوبة التفصيل في الزخرفة. وكان نمط الرسومات الأوروبية بطيئة لاعتمادها. وكان عثمان حمدي بك (1842-1910) ذو شخصية انفرادية إلى حد ما وعضو من النخبة الإدارية العثمانية حيث تدرب في باريس، ورسم خلال مهنته الطويلة أن يكون كبير المسؤولين وأمين المتحف في تركيا. وإن صح القول، فإن العديد من أعماله تُمثل الاستشراق في صلبها.
المرحلة الانتقالية من التقاليد الفنية الإسلامية تحت ظل الإمبراطورية العثمانية إلى اتجاه أكثر علمانية، وحصلت هذه الاتجاهات في غرب تركيا. حيث يسعى الرسامين الأتراك المعاصرين جاهدين للعثور على أشكال فنية خاصة بهم، وخالية من النفوذ الغربي. وكان فن النحت أقل تطوراً، وعادة ما تكون المنحوتات تمثيلات بطولية لأتاتورك وأحداث من حرب الاستقلال. كما يعتبر الأدب أكثر الفنون التركية المعاصرة تقدماً.

## صور

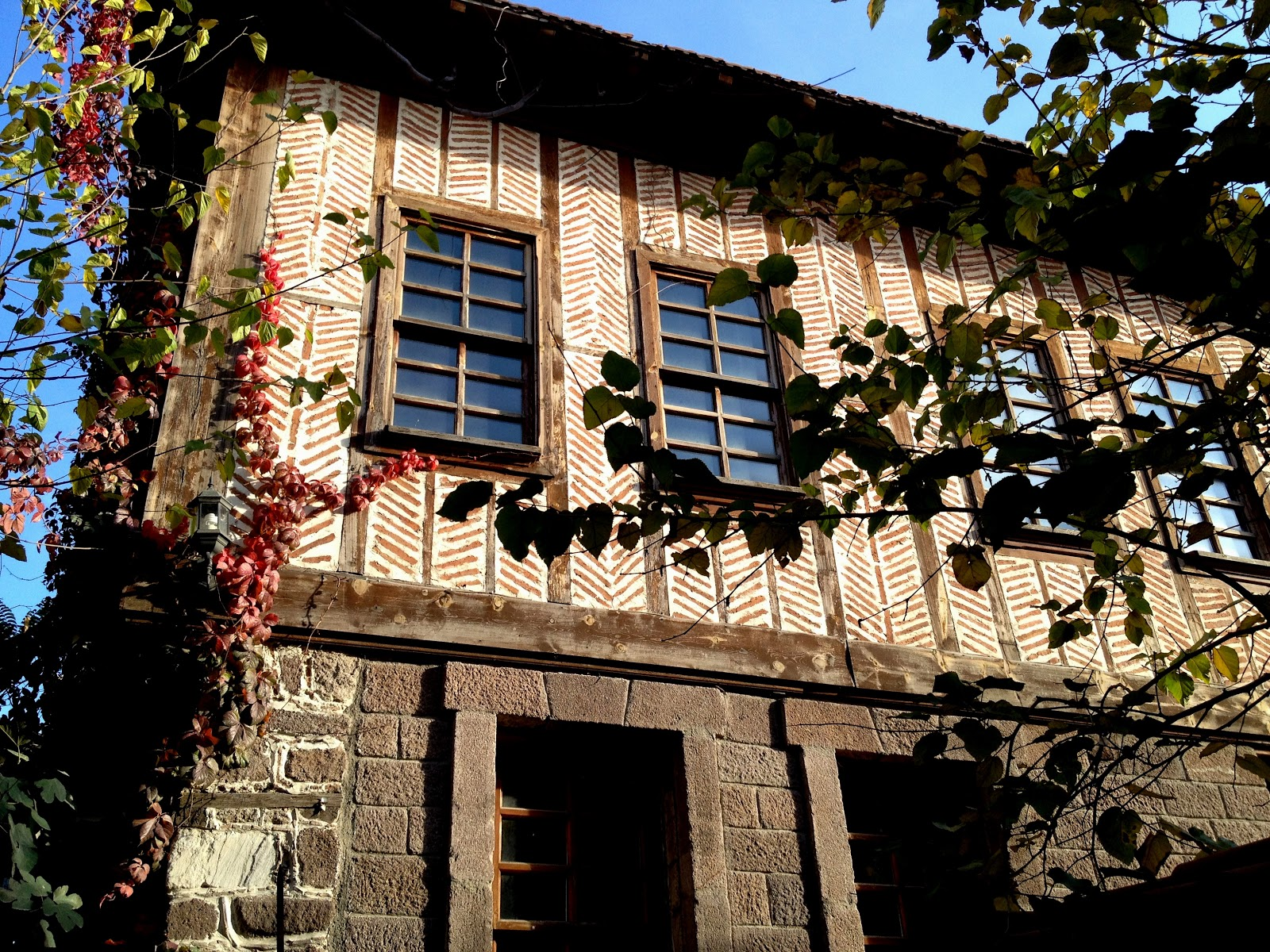
البيوت الكلاسيكية الخشبية التركية

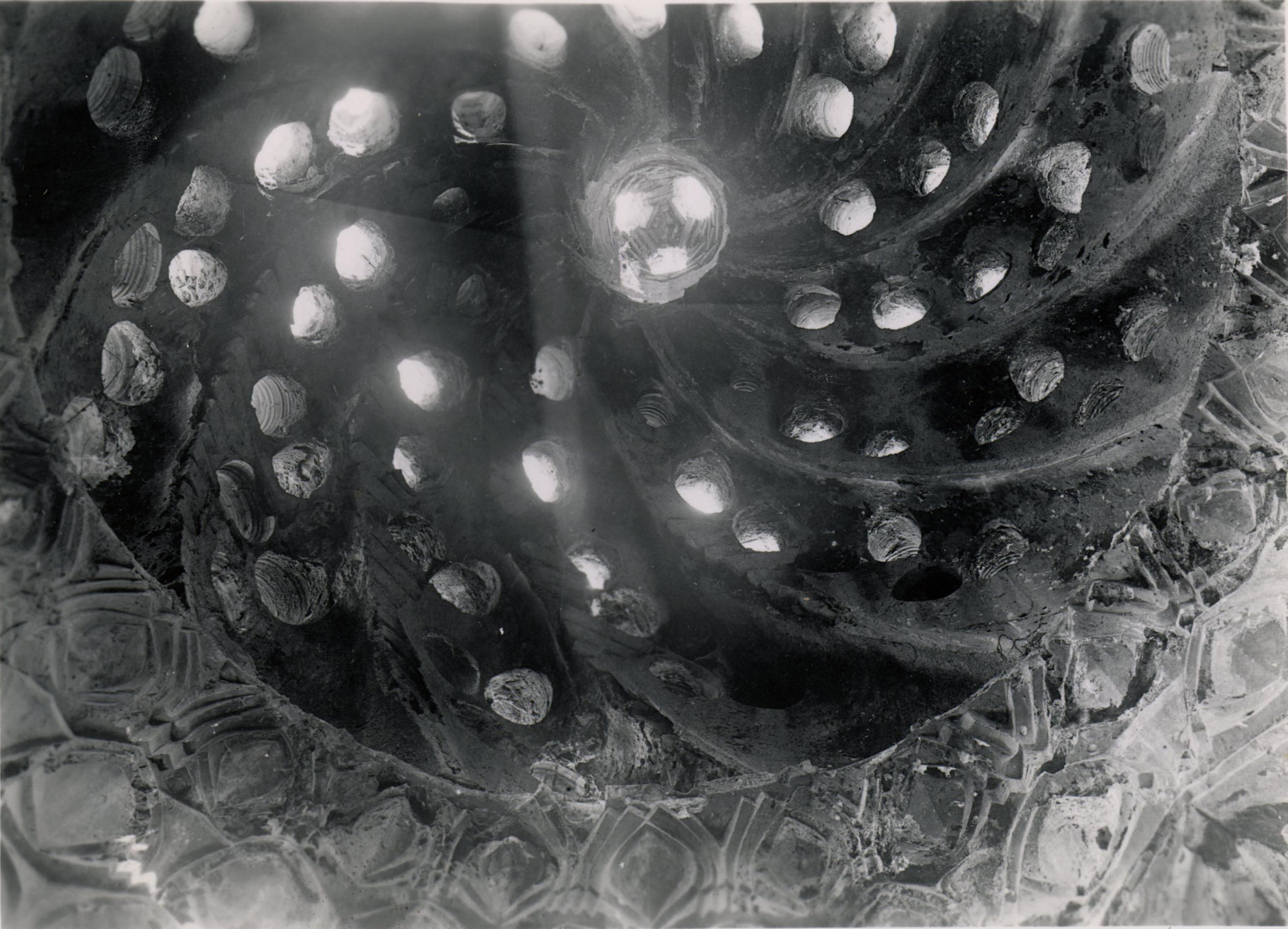
حمام ازنيك إسماعيل بك التركي

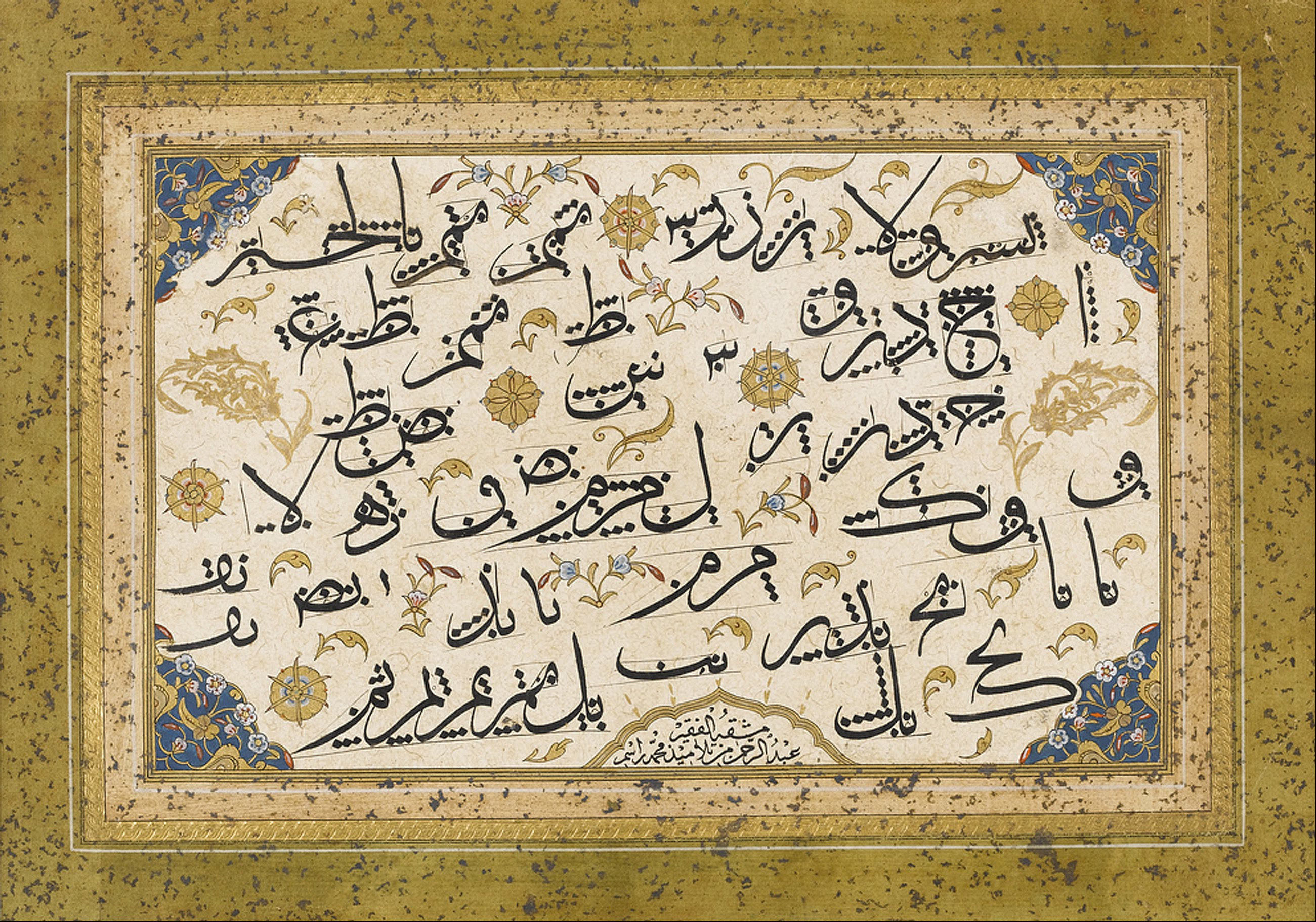
عينة تدريب من الخطاط التركي عبد الرحمن حلمي. الحبر والألوان والذهب على ورق.

طغراء السلطان محمود الثاني.